# Hermanos Komodo
Los Hermanos Komodo (En inglés Komodo Brothers o abreviado Komodo bros.), son un dúo de personajes hermanos antagonistas de la serie de videojuegos Crash Bandicoot
Son dos dragones de Komodo hermanos y antropomórficos, son villanos muy poco recurrentes en la saga. Sus nombres son Joe y Moe.

## Descripción
Son dos dragones de Komodo hermanos que se cree fueron mutados por N.Brio para detener a Crash en su búsqueda de cristales para N.Cortex. Ambos son verdes y orientales, poseen mucho de la cultura asiática como sus trajes de samuráis y la práctica del lanzamiento de espadas, y viven en una carpa hindú.
Komodo Joe es alto, delgado y tiene dos grandes colmillos saliendo de su mandíbula superior, además habla con un acento similar al de la pitón Kaa de El libro de la selva, pronunciando la letra "S" lentamente y de manera repetida aunque no necesariamente ocurre siempre. Se sabe que es el encargado de planificar los planes para atacar y es además ágil y rápido.
Komodo Moe, por su parte, es más bajo y más robusto, y tiene cinco grandes colmillos que salen de su mandíbula inferior y es el encargado de ofrecer la fuerza bruta ya que hace la mayor parte de los ataques contra Crash, lo que puede suponer que es más violento que su hermano Joe. No se sabe si puede hablar ya que su sonido más importante ha sido una risa engreída.
Ambos atacan juntos pero suelen fracasar principalmente porque las cosas no salen como lo planeado.

## Apariciones

### Crash Bandicoot 2: Cortex Strikes Back
Su primera aparición en la saga, intentan detener a Crash en su recolección de cristales a orden de su creador N.Brio. Son los segundos jefes del juego y la batalla se libra en una carpa hindú. Komodo Moe le lanza continuamente espadas cimitarras a Crash aunque éste las esquiva, mientras Komodo Joe da giros similares a los de Crash para atacarlo, pero se marea rápidamente y Crash lo ataca y comienza a deslizarse por el suelo hasta golpear a Komodo Moe, de esta manera dañando a ambos al mismo tiempo.

### Crash Team Racing
En este juego sólo aparece Komodo Joe (en ningún momento aparece Komodo Moe) como el tercer jefe en el modo Aventura, se encuentra en el Parque Glaciar. Su pista es "Minas Dragón" y constantemente lanza cajas de Nitro y de TNT para detener al usuario. Al ganarle, le entrega al usuario la tercera llave para acceder a la Ciudadela. Según sus palabras, estaba compitiendo por el derecho a enfrentarse a Nitros Oxide ya que quería salvar el mundo. Para desbloquearlo se debe ganar la Gema Azul o con un código secreto en el menú principal. Tiene buenas pero no perfectas velocidad, aceleración y giro, lo que lo convierte en uno de los mejores corredores del juego. En el epílogo se muestra que abrió una joyería en Zúrich, "Alianza del Honesto Joe y salida Rare Gem", pero que por desgracia, fue capturado y condenado por contrabando de Zirconio cúbico (aparentemente robados) para el Slouch Shopping Network Couch.

### Crash Bash
Vuelven a aparecer juntos como los terceros jefes del juego, convocados por Uka-Uka. El depósito consta de tres plantas, 3 cañones (Planta 1), 4 Láseres (Planta 2), y 2 Lanzadores de Misiles (Piso 3). Conduciendo un tanque pequeño, el jugador tiene que disparar a los cañones láser y lanzamisiles dos veces cada uno. Cuando se destruye el tanque gigante, Joe y Moe parecen tratar de derrotar al jugador a sí mismos (que también aparecen en tanques pequeños). El jugador tiene que golpear hasta que se queden sin energía. Disparan rayos láser que rebotan alrededor de la zona, a veces golpeándose a sí mismos como consecuencia de ello

### Crash Bandicoot 4: La venganza de Cortex
Aparecen como cameo en una pintura en el nivel medieval "Wizards and Lizards".

### Crash Nitro Kart
Hay una estatua de Komodo Joe en la pista "Jungle Boogie" y el planeta "Terra".

### Crash Twinsanity
Aparece Komodo Joe en un arte conceptual jugando póker con otros villanos. Los dos hermanos fueron originalmente planeados aparecer como jefes en el juego pero la idea fue rechazada, iban a aparecer en un nivel donde desafían a Crash y Cortex a una carrera y les daban cristales si ganaban.
- Datos: Q717026